# Championnat d'Europe de saut d'obstacles 1966
Navigation
Édition précédente Édition suivante
Le championnat d'Europe de saut d'obstacles 1966, huitième édition des championnats d'Europe de saut d'obstacles, a eu lieu en 1966 à Lucerne, en Suisse. Il est remporté par le Brésilien Nelson Pessoa.